# Irony
Irony – grupa organicznych związków chemicznych, 2-metylojonowy. Są to terpeny, które, podobnie jak jonony, nie spełniają reguły izoprenowej.
Występują np. w korzeniach irysów i w kwiatach akacji. Mają zapach fiołków i są używane do wyrobu perfum. Najsilniejszy zapach ma najpowszechniej spotykany w przyrodzie β-iron, natomiast za izomer o najbardziej wartościowym zapachu uznawany jest α-iron.